# リーン・イントゥ・イット
『リーン・イントゥ・イット』（Lean Into It）は、アメリカのハードロックバンド、MR. BIGがリリースした、2作目のオリジナルアルバムである。

## 内容
前作『MR. BIG』から約2年ぶりとなるオリジナルアルバム。全米No.1ヒット曲「To Be With You」などを収録。大ヒットして現在における彼らの人気を不動のものとした。また、このアルバムから日本盤のみに、ボーナス・トラックが収録される。
しかし、「60'S マインド」「To Be With You」の2曲はアルバムに収録するか否かがメンバーの間で問題となった。このポップな2曲のヒットによって、ブリティッシュハードロックに根差したブルージーなロックバンド、という結成当時の構想と、現実との間にずれが生じ始める皮肉な結果を生んだ。良くも悪くも、ここがバンドの分岐点となった。
アルバムジャケットには1895年に発生したフランスのモンパルナス駅での列車事故の写真が使用されている。
デビュー20周年の2009年に、再結成＆ジャパン・ツアー 記念エディションとしてリマスタリング＆ボーナス・トラック収録で、日本で再発売された。
2021年、30周年記念盤（2021年最新リマスター、世界初のボーナス・トラックを収録した2枚組/5.1サラウンド音源）がリリースされた。

## 収録曲

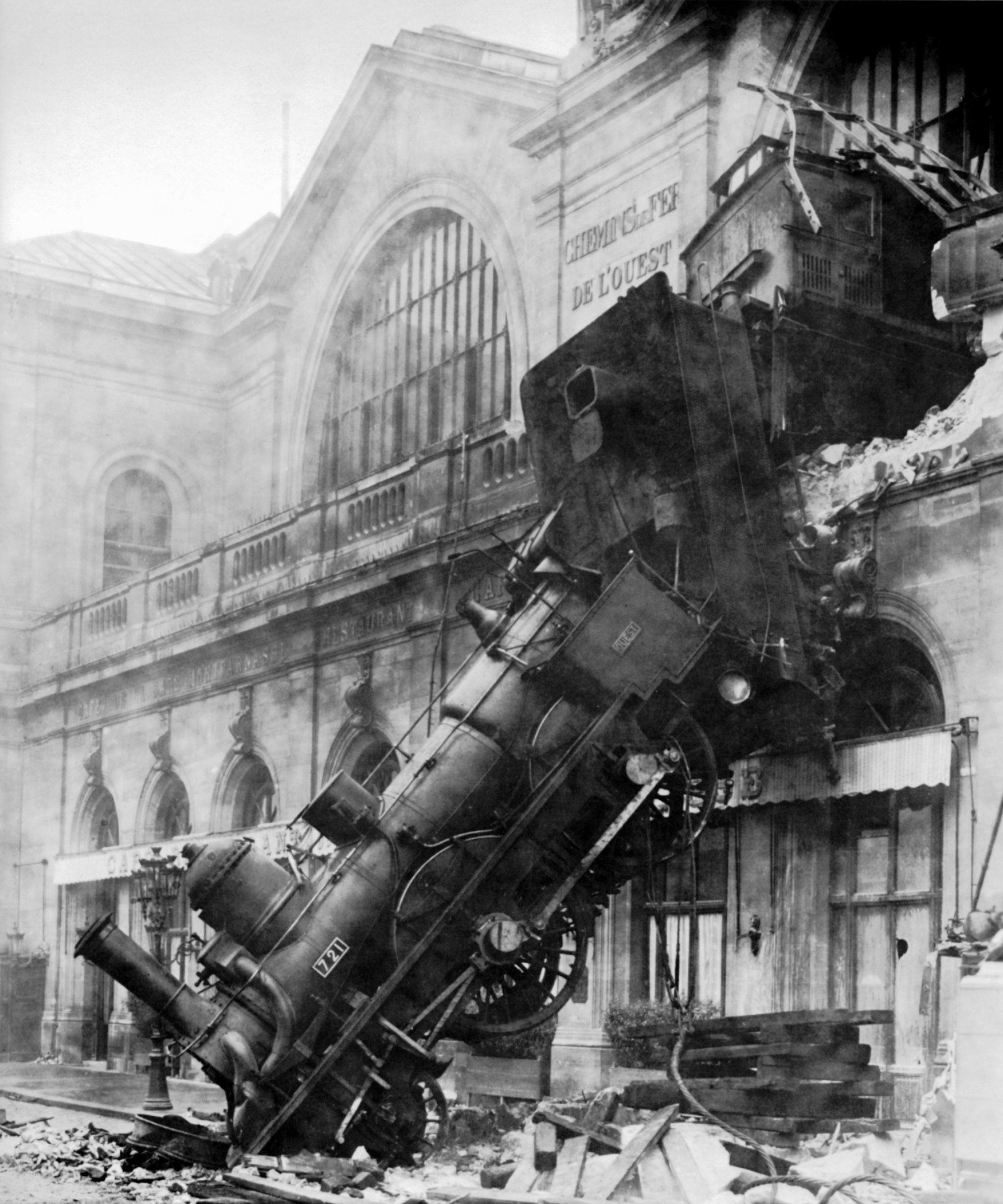
アルバムジャケットに使用された1895年の列車事故の写真

1. ダディ、ブラザー、ラヴァー、リトルボーイ／Daddy, Brother, Lover, Little Boy (The Electric Drill Song) （3:54）
ライブでは序盤に演奏されることが多い。先端にギターピックを取り付けた電気ドリルによるトリックプレイは定番となっている。
2. アライヴ・アンド・キッキン／Alive And Kickin'  （5:28）
3. 60'S マインド／Green-Tinted Sixties Mind （3:30）
日本における最初のシングル。
4. CDFF-ラッキー・ディズ・タイム／CDFF-Lucky This Time （4:10）
5. ヴードゥー・キッス／Voodoo Kiss （4:07）
6. ネヴァー・セイ・ネヴァー／Never Say Never （3:48）
7. ジャスト・テイク・マイ・ハート／Just Take My Heart （4:21）
日本の2ndシングル。バラード・ベストアルバム『Deep Cuts』ではリメイクされている。
8. マイ・カインダ・ウーマン／My Kinda Woman （4:09）
1stシングルのカップリング。
9. ア・リトル・トゥー・ルーズ／A Little Too Loose （5:21）
10. ロード・トゥ・ルーイン／Road To Ruin （3:54）
11. トゥ・ビー・ウィズ・ユー／To Be With You （3:27）
2ndシングル収録曲。ライブでは終盤に必ず演奏される。
12. ラヴ・メイクス・ユー・ストロング／Love Makes You Strong
ボーナス・トラック （日本盤のみ）。
13. アライヴ・アンド・キッキン （アーリー・ヴァージョン）
14. 60'S マインド （アーリー・ヴァージョン）
15. トゥ・ビー・ウィズ・ユー （レゲエ・ヴァージョン）
前々曲からこの曲までは、日本の再発盤によるボーナス・トラック。

Disc-2 (30th Anniversary Edition 2xMQA-CD)
1. Stop Messing Around
2. Wild Wild Women
3. Just Take My Heart (acoustic)
4. Shadows
5. Strike Like Lightning
6. Love Makes You Strong
7. Alive and Kickin' (early version)
8. Green-Tinted Sixties Mind (early version)
9. To Be With You (reggae version)
10. Daddy, Brother, Lover, Little Boy (The Electric Drill Song) (minus guitar version)
11. Green-Tinted Sixties Mind (minus guitar version)
12. Love Makes You Strong (minus bass version)
13. Daddy, Brother, Lover, Little Boy (The Electric Drill Song) (minus bass version)